# 系統学
系統学（けいとうがく、英語：phylogenetics）とは、生物の種の系統的な発生、つまり生物の進化による系統分化の歴史を研究する学問。種や系統群の分化と進化を研究目的とする。
研究技術として、比較解剖学、比較発生学などによって得られた形態などの情報を、統計学を駆使した分岐学などを用いて解析する。生化学的手法も古くから植物の色素などの代謝産物の比較研究が系統解析の手法として用いられてきたが、これに加えて1980年代以降は、DNAやRNAといった情報高分子の塩基配列の解析などによる分子系統学も発達してきた。

## 系統学と分類学との関係

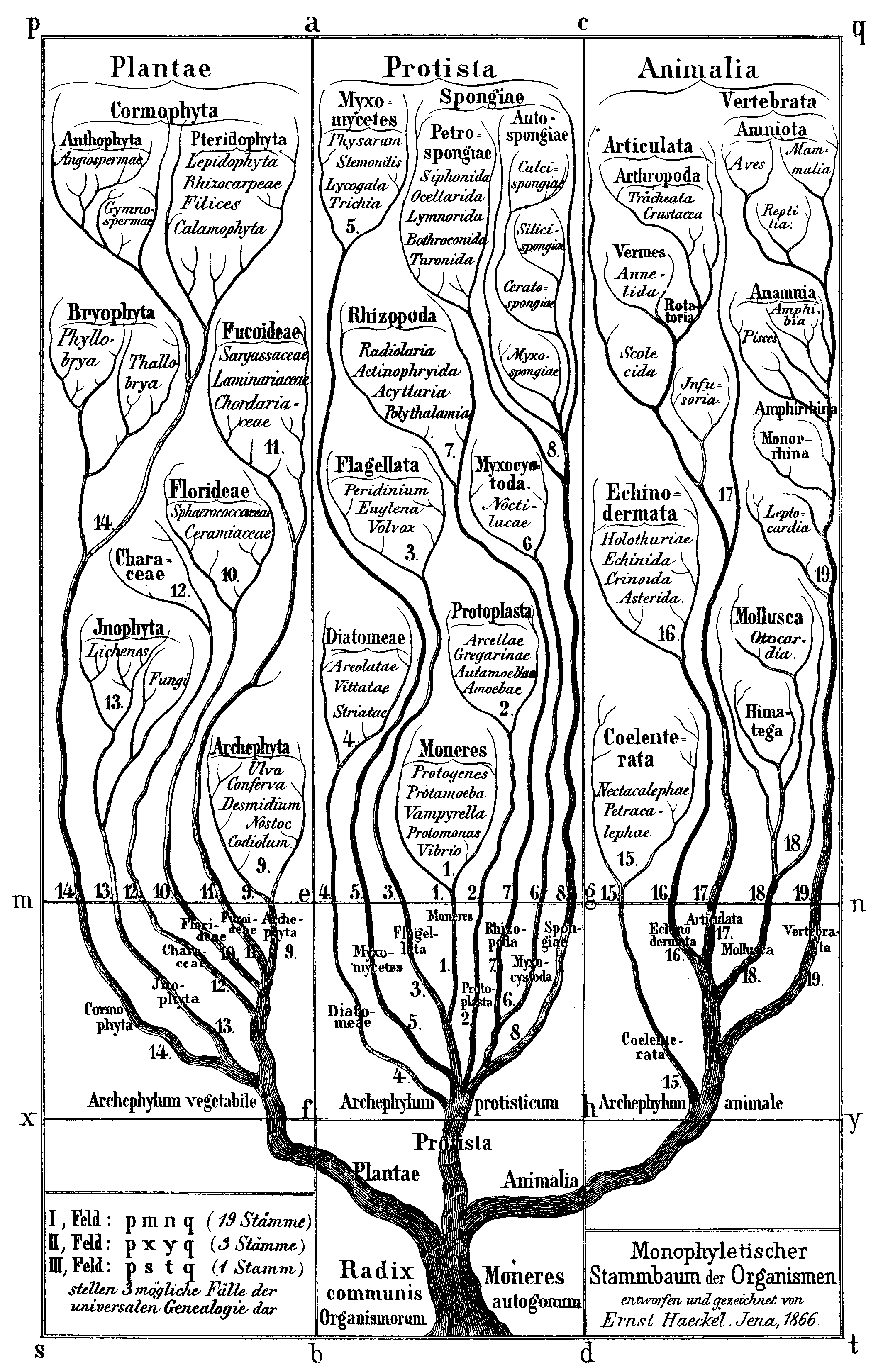
ヘッケルの系統樹（1866年）

分類群は、単系統群であることも、側系統群や多系統群であることもある。

分類学は多種多様な生物を把握しやすいように（場合によっては造物主によるデザインを研究するという自然哲学的目的から）分類体系を作るのが初期の目的であった。進化論が提唱されて以降は、これに進化の様子を表現する目的（つまり系統学的な目的）が加わったのであるが、従来の分類を主目的とする考え方がすぐに消滅したわけではない。系統（系統樹の枝で示される）のみでなく、進化の段階（ヘッケル流の系統樹では進化したものが上に描かれる）でも分ける考え方が続いた（例として爬虫類の1分派である鳥類を爬虫類から分ける考え方など）。
20世紀半ばに、従来の分類学の考え方に恣意的あるいは不正確な点が多いとして、それに代わる表形分類学と分岐学（分岐論）の2つの考え方が提唱された。
表形分類学（phenetics）とは、生物の多くの形質を同時に比較し、近いもの・遠いものを定量的に明らかにする考え方である。これは分類を客観的に行うことに主眼を置き、進化系統は必ずしも考慮していない。この考え方は現在はあまり重視されないが、分子系統学は塩基配列などの表形分類的な比較から始まっている（現在は分岐論的あるいは種々の統計学的方法も用いている）。
一方、分岐学（cladistics）とは、進化に伴う分岐パターンを正確に明らかにしようとする考え方で、（分岐分類学という言い方もされるが）どちらかといえば系統学の方法論である。これは生物の多くの形質を同時に比較する点では表形分類学と共通するが、想定されるいろいろな進化の道筋から、分岐回数がなるべく少ないものを正しいと考える（最節約の原理）のが特徴である。この考え方はその後次第に分類学にも取り入れられ、恐竜など化石生物の研究で主流となっている。現在では特に分子系統学に基づく分類においても重要な考え方である。

## 生物学以外の系統学
比較言語学においても、生物学と同じように、系統学的手法で語族や語派が確立される。ただし言語は混合等の過程を経て複雑に形成されることが多いため、生物種間のような純粋な系統樹を作成できる場合は多くない。比較的系統を追いやすい語族としてインドヨーロッパ語族やオーストロネシア語族があげられる。
またヒト集団の社会制度や習俗、写本の系統等を広く扱う文化系統学も存在する。